# Franco Giornelli
Franco Giornelli (Roma, 7 de fevereiro de 1931) é um ator e cineasta italiano.
Frequentou a "Libera Accademia di Teatro" em meados da década de 1950, participando de produções do teatro experimental neste período.
No início da década de 1960, trabalhou como assistente e gerente de produção nos filmes de Carlo Caiano e Ottavio Poggi e em 1966 estreou como ator de cinema no filme Tiffany memorandum. Neste mesmo ano, trabalhou em L'avventuriero, ao lado de Anthony Quinn, e em El Desperado (lançado em 1967).
Também trabalhou em A Man Called Sledge e Execution, entre outros, e em 1979, atuou e dirigiu o filme Il matto. Nas décadas de 1980 e 1990, produziu e dirigiu telefilmes e curtas-metragens.